# Нам, Людмила Валентиновна
Людмила Валентиновна Нам (1 февраля 1947 — 4 апреля 2007) — советская и российская оперная певица (меццо-сопрано), народная артистка России (2003), солистка Государственного академического Большого театра (1977—1997) и солистка Московской государственной филармонии.

## Биография
Родилась 1 февраля 1947 года в городе Макинск Казахской ССР.
Завершив обучение в педагогическом училище в 1965 году стала работать учительницей в средних школах Балхаша и Уштобе. В 1973 году окончила музыкальное училище в городе Хабаровске, позже завершила обучение в Московской государственной консерватории им. Чайковского по классу профессора И. К. Архиповой.
С 1977 по 1997 годы солистка оперы Большого театра. Ей были доверены все ведущие партии меццо-сопрано.
В 1988 году отправляется на гастроли с концертами в Республику Корея, где проходят соревнования летних Олимпийских игр.
В 1991 году выступает с гастролями с Большим театром в США, солирует партию Няни в опере «Евгений Онегин» в Нью-Йорке и Вашингтоне, а также поёт партию меццо-сопрано в «Реквием» Моцарта.
В 1993 году гастроли с сольными программами по приглашению корейской общины в США (Филадельфия, Нью-Йорк, Чикаго, Лос-Анджелес, Сан-Франциско, Вашингтон, Балтимор).
В 1996 году записывает 11 оперных арий на компакт-диск для «Сеул рекордс компани».
В городе Тэгу в 1997 году работает профессором вокала в школе искусств.
В 1998 году начинает работать солисткой Московской государственной филармонии, концертно-камерная певица.
Умерла в городе Капшагай 4 апреля 2007 года.

## Семья
- Бабушка — Хен Елена Федоровна (1901—1980) родилась в Когасе. Работала поваром, воспитала 5 детей.
- Отец Нам Валентин Иванович (1924—1989), родился в Ендауде Посьетского р-на Приморского края. Трудился шофёром, каменщиком.
- Мать — Нам (Картавцова) Вера Поликарповна (1925—1992) родилась в городе Макинске, Казахстан. Домохозяйка. Воспитала 5 детей.
- Старший брат — Нам Виктор (род. 2 сентября 1949) — работает в области физкультуры и спорта.
- Сестра — Нам Лариса (3 апреля 1953) — врач.
- Брат — Нам Юрий (11 февраля 1961) — инженер.
- Брат — Нам Сергей (4 апреля 1969) — бизнесмен.

## Награды
- Народная артистка России (11.06.2003).
- Заслуженный артист РСФСР (15.12.1987).
- Серебряная медаль имени Глинки (1977).
- Серебряная медаль Международного конкурса имени Чайковского (1978).
- Серебряная медаль Международного конкурса имени Франциско Виняса (Испания) (1979).
- Орден Республики Корея «Кунмин пхондян» (2000).

## Работы в театре
- Верди «Аида» — Амнерис;
- Верди «Трубадур» — Азучена;
- Верди «Дон Карлос» — Эболи;
- Бизе «Кармен» — Кармен;
- Мусоргский «Борис Годунов» — Марина Мнишек;
- Беллини «Норма» — Адальжиза;
- Россини «Севильский цирюльник» — Розина;
- Чайковский «Опричник» — Боярыня Морозова;
- Бородин «Князь Игорь» — Кончаковна;
- Прокофьев «Война и мир» — Княжна Марья;
- Вагнер «Золото Рейна» — Флосхильда;
- Чайковский «Иоланта» — Лаура.